# 타생오랍총관아문
타생오랍총관아문(打牲烏拉總管衙門, 만주어: ᠪᡠᡨᡥᠠ
ᡠᠯᠠ
ᡳ
ᡠᡥᡝᠷᡞ
ᠶᠠᠮᡠᠨ Butha Ula-i Uheri Yamun)은 소론총관아문(索倫總管衙門), 타생총관(打牲總管), 타생처총관(打牲處總管), 타생소론다후르총관(打牲索倫達呼爾總管), 흑룡강타생처총관(黑龍江打牲處總管), 부트하타생처총관(布忒哈打牲處總管), 호렵총관(護獵總管), 오라총관(烏喇摠管)이라고도 한다.
청대에 부트하(打牲, 만주어: ᠪᡠᡨᡥᠠ Butha)는 수렵과 채취를 통해 동식물과 하천의 어류를 포획하는 행동을 가리키는 용어로 널리 사용되었다. 또한 특히 아무르강(흑룡강) 일대의 수렵인 소론(索倫, 만주어: ᠰᠣᠯᠣᠨ Solon)ㆍ다우르족ㆍ오론촌 등을 두루 가리키기도 했다.
청대 만주의 수렵 채집은 황실 내무부에 진공하는 것과 국가의 공부(貢賦)로 나뉘었다. 황실 내무부와 관련된 업무는 부트하 우라(打牲烏拉, 만주어: ᠪᡠᡨᡥᠠ
 ᡠᠯᠠ Butha Ula) 총관아문과 성경의 내무부에서 관리했고, 국가의 공부(貢賦)는 길림장군아문과 흑룡강장군의 타생오랍아문에서 관리했다.
타생오랍총관아문은 청대의 특수적인 기구로, 길림장군의 관할 영역에 위치해 있었지만, 내무부에 직속된 기구로서 황실의 수렵채집 관련 활동을 총괄하며 황제와 내무부 외에는 간섭을 받지 않는 독립적인 기구였다. 타생오랍 생정(牲丁)은 팔기 조직으로 편제되었고, 다시 주헌(珠軒, 만주어: ᠵᡠᡥᡳᠶᠠᠨ Juhiyan) 단위로 나뉘어 각각 역을 수행했다. 타생오랍생정은 이처럼 팔기제에 근거하여 경제적ㆍ군사적 임무를 수행했다.
타생오랍총관은 백두산과 쑹화강(송화강) 사이에 위치하여 남북 교통의 요충지이자 인삼ㆍ녹용ㆍ동주ㆍ초피 등 만주의 유명한 특산품과 철갑상어ㆍ잣ㆍ솔방울ㆍ벌꿀 등 황실에서 필요로 하는 각종 공품이 생산되는 우라갸(烏拉街, 만주어: ᡤᡠᠯᠠ
ᡤᡳᠶᠠᡳ Ula Giya)에 위치해 있었다. 이곳은 원래 왕공들이 울라 지역에 장정을 파견하여 동주를 채취하고 담비를 사냥할 수 있었다. 왕공귀족이 자신의 이익을 위해 천연자원이 풍부한 우라 지방에 장정을 대규모로 파견하면서 이곳을 관리하는 가샨다(嘠善達, 만주어: ᡤᠠᡧᠠᠨ
ᡩᠠ Gašan Da: 촌장)만으로는 왕공귀족을 관리하기가 어려워지자 황실은 내무부 상삼기 보오이 니루 소속의 관원을 파견하여 우라 지방을 관리하게 했다. 결국 타생오랍총관아문을 설치한 배경은 황실이 귀족들의 이러한 특권을 제한하고 만주의 천연자원을 독점하고 황권을 강화하기 위한 것이었다. 이에 따라 왕공에게 우라 지역에서 동주 채취와 초피 사냥을 허용하던 관행은 1650년에 이르러 중단되었다.
타생오랍총관아문의 설립 시기는 분명하지 않다. 청초에는 6품관 익령(翼領, 만주어: ᡤᠠᠯᠠ
ᡳ
ᡩᠠ Gala-i Da) 2인을 설치했다가 1657년, 달매도(達邁圖)를 6품 총관으로 삼아 수렵채집을 전담하게 했다. 1657년에 이르러 타생오랍총관은 5품관으로 승격되었다가, 1698년, 당시 총관 목극등의 탁월한 성적에 의해 재차 3품관으로 승격되었다. 타생오랍총관은 직접 황명을 받는 지위로, 내무부 도우사(都虞司에)서 후보를 인선하고 황제가 비준하는 세습직이었다.
총관(總管, 만주어: ᡝᠠᠯ‍ᡳᠸ‍ᡳ
ᠪᡠᡨᠠᠨᠠᡥᠠ
ᡠᡥᡝᠷᡞ
ᡩᠠ Alifi Butanaha Uheri Da) 휘하에는 총관을 보조하는 익령(翼領), 치안과 진공업무를 담당하는 효기교(驍騎校, 만주어: ᡶᡠᠨᡩᡝ
ᠪᠣᡧᠣᡴᡡ Funde Bošokū), 아문 내의 하급 문관 필체식(筆帖式, 만주어: ᠪᡳ᠍ᡨ᠌ᡥᡝᠰᡳ Bithesi), 생정의 호책(戶冊)을 관리하고 공물의 검사와 납부를 담당한 영최(領催, 만주어: ᠪᠣᡧᠣᡴᡡ Bošokū) 등이 있었고, 그 아래에 주햔 다(珠軒達, 만주어: ᠵᡠᡥᡳᠶᠠᠨ ᡳ
ᡩᠠ Juhiyan-i Da)ㆍ포부(鋪副)ㆍ창관(倉官)ㆍ학관(學官)ㆍ필체식(筆帖式)ㆍ오관둔(五官屯)ㆍ궁장(弓匠)ㆍ철장(鐵匠)ㆍ생정ㆍ장두(莊頭) 등이 있었다. 강희 ~ 옹정연간에 걸쳐 타생오랍총관아문의 크게 성장했다.
타생오랍총관아문의 수렵채집 구역은 길림장군의 관할지역이었는데, 인삼은 기린ㆍ닝구타ㆍ훈춘ㆍ라린(拉林, 만주어: ᠯᠠᡵᡳᠨ Larin)ㆍ알추카(阿勒楚喀, 만주어: ᠠᠯᠴᡠᡴᠠ Alcuka)의 관삼국(官蔘局)에서 처리했고, 초피는 길림의 퍄카인들이 납부하면 이란 하라 부도통이 북경의 내무부로 해송했다.
1727년 타생오랍총관아문은 모두 내무부 좌령이 담당케 하고 길림장군이 겸하지 못하게 했다. 그러나 1734년 이후 타생오랍지역의 업무들은 타생오랍총관과 길림장군이 공동관리하게 되었으며, 1750년부터는 일시적으로 타생오랍총관의 업무를 길림장군이 대리하게 하다가, 1786년에 이르러 타생오랍총관아문의 관리의 임명권도 길림장군이 관할하게 되었다.
1911년에 이르러 길림장군과 타생오랍총관은 정식으로 합병되어 오랍기무승판처(烏拉旗務承辦處)가 되었고, 1914년에는 완전히 폐지되었다.